# Брамел Лејн
Брамел Лејн је фудбалски стадион у Шефилду, Јужном Јокширу, Енглеска. То је дом премијерлигашког клуба Шефилд Јунајтеда. Као највећи стадион у Шефилду током 19. века био је домаћин већини најважнијих градских мечева укључујући и финале првог турнира у фудбалу, првог меча под рефлекторима и неколико мечева између Шефилда и Лондонске фудбалске асоцијације. Користили су га и Шефилд Венздеј и Ф.К. Шефилд. То је дом Шефилд Јунајтеда од њиховог оснивања 1889. године. То је најстарији главни стадион на свету који је још увек домаћин на мечевима једне професионалне фудбалске асоцијације. 

## Увод
Стадион је изграђен на путу Шефилд назван по породици Брамел. Брамелови су поседовали "Стару белу кућу" на углу улице Брамел и улице Чери, а затим су изградили кућу Шиф, сада јавну кућу која још увек стоји на врху Брамел Лејна. Стадион је првобитно отворен као терен за крикет. У 19. веку је коришћен и за фудбалске утакмице клуба Шефилд Јунајтеда и клуба Шефилд Венздеја, али од 1889. је био дом Шефилд Јунајтеда.
Брамел Лејн је један од само два терена (други је Овал) који је био домаћин фудбалске репрезентације Енглеске (пет утакмица пре 1930. године), енглескe крикет пробне утакмице  (један меч, 1902. против Аустралије) и финалне утакмице ФА купа (играна 1912. у којој је Барнли победио Вест Бромич Албион са 1:0). Такође је редовно домаћин полуфиналних утакмица ФА купа и игара између 1889. и 1938.
На терену су такође одржаване лигашке утакмице рагби клуба Шефилд Иглса, неколико рок концерата Бруса Спрингстина 1988. пред 88 000 хиљада људи, пријатељски меч поводом 150. годишњице постојања најстаријег фудбалског клуба на свету између Шефилд Јунајтеда и Интера из Милана 2007. Такође је домаћин догађаја Тревис Пастрана мото крос 2016, бокс меча 2017, финала Купа женских лига и концерта Рода Стјуарта (оба догађаја 2019. године). Стадион се такође неколико путо користио да угости пријатељске и такмичарске утакмице репрезентације Енглеске испод 21 године. 
Рекордна посећеност терена је 68.287 људи, постављена на мечу 5.кола ФА купа између Шефилд и Лидс Јунајтеда 15. фебруара 1936. Стадион је сада темељно обновљен, извештава Тејлор, и има свеоукупни капацитет од 32.609 људи.

## Историја

### Крикет
Брамел Лејн је отворен као терен за крикет 1855, након што га је Мајкл Елисон узео од војводе Норфолка, плаћајући годишње 70 фунти. Локалитет је тада био удаљен од градског индустријског подручја и релативно без дима. Изграђен је да буде домаћин локалних крикет клубова и првобитно је имао шест клубова који су ту играли, од којих је један био Венздеј крикет клуб, претеча Шефилд Венздеја. 
Брамел Лејн је отворен 30. априла 1855 као терен за крикет, односно меч између "Једанаест" и "Двадесет два", "Једанаест" је накрају изгубио иаоко је био сениорски тим. 
Тим који представља округ Јоркшир одиграо је прву утакмицу на терену 27. августа 1855 против округа Сасекса, али су на крају изгубили.
Иаоко је прва утакмица између округа одиграна осам година раније званичан крикет клуб округа Јоркшир није основан до 1863. Идеја је потекла од Елисона, који је користио сопствени новац да подржи клуб, како би побољшао финансијску ситуацију Брамел Лејна као окружног седишта. То је било средиште клуба до 1893, када су се преселили у Хединглију, у Лидсу.
Године 1897, Џек Браун и Џон Туниклиф направили су рекорд од 378 поена против Сасекса-рекорд терена који никада није оборен. Браунов резултат од 311 поена, и 681 поен уписан Јоркширу кроз 5 деоница, су били такође рекорди када је терен за крикет затворен. Остали забележени резултати укључују 582 поена кроз 7 деоница које су сакупили против Сурија 1935 и 579 постигнутих на турниру у Јужној Африци 1951. Шест осталих резултата направљено је у износу преко 500. Насупрот томе, било је мноштво резултата испод 100, углавном у 19. веку, мада је Дербиширов скор од 20 поена 1939 најнижи постигнут резултат икада. Многи од ових ниских резултата постигнути су за време кише, лошег времена и непокривеног терена.
На терену се одиграо и један пробни меч 1902 против Аустралије, када је Енглеска изгубила. Аустралија је победила захваљујући Клем Хилу и куглању Саундерса и Нобла. Енглези су за пораз окривили слабо светло на терену, производ дима који емитују локалне фабрике. Посећеност је била слаба, па овакав експеримент више никада ије поновљен.
Међу многим запаженим партнерствима на терену, В. Барбер и Мауриције Лејланд прикупили су 346 поена против Мидлсекса 1932, а Хазар и Вину Манкад постигли су 322 поена за Индијанце против Јоркшира 1946. Аустралијанац Клери Гримет, најзначајнији је тркач (eng. leg spiner) Брамел Лејна.
Податке о најбољем куглању на терену забележио је Г. Бертон из Мидлсекса против Јоркшира 1888, док је Хедлеј Верити 1936 против Кента постигла невероватан успех. Невероватан младалачки успех показао је Глоукестершир 1872.
Два краја терена била су позната као крај Павилион и фудбалски крај. Између 1863 и 1973, Јоркшир одиграо 391 првокласну утакмицу, укључујући 339 утакмица окружног шампионата на Брамел Лејну. Јоркшир је одиграо последњи меч на овом терену 4, 6 и 7. августа 1973, против Ланкашира. Убрзо је почела изградња јужне трибине, преко трга крикета, коначно затварујући фудбалски терен на све четири стране. Крикет утакмице Јоркшира премештене су из Шефилда у Абидејл парк.

### Фудбал
Терен је био домаћин прве фудбалске утакмице 29. децембра 1862, између фудбалских клубова Шефилда и Халама. Утакмица се играла како би се прикупио новац за фондацију Ланкашир Дистрес, а на крају се завршила резултатом 0-0.
Као главни спортски стадион Шефилда, на терену су се одржавале све најважније локалне утакмице. Брамел Лејн је био домаћин полуфинала, финала и утакмице за друго место плеј офа Јоудан купа 1867. Куп је на крају освојио Халам. Годину дана касније уследио је Кромвел куп, који је освојен од стране новоформираног фудбалског клуба који се звао Венздеј. До 1877 маса од 8000 људи гледала је како Шефилд побеђује Халам у Шефилд Челинџ Купу. Брамел Лејн је трајно постао успешан дом Венздеја између 1880 и отварања новог стадиона у Оливију Грову 1887.
Прва међународна утакмица, између фудбалских асоцијација Енглеске и Шефилда је такођа одржана на Брамел Лејну 2. децембра 1871. Домаћин је победио резултатом 3-1, који је такође организовао број утакмица са другим асоцијацијама укљујучујући редован распоред (утакмице) против Глазгова (прва 1874 и последња 1957). 
Дана 22. марта 1889, шест дана након што је 22 688 људи платило да гледа полуфиналну утакмицу ФА купа између Престон Норт Енда и Вест Бромич Албиона, одлучено је да се оформи домаћи фудбалски тим који ће играти на Брамел Лејну. Назван је Шефилд Јунајтед по имену крикет тима. 

### Међународни мечеви
Брамел Лејн је редовно коришћен за међународне мечеве пре изградње националног стадиона у Лондону. Прва светска фудбалска утакмица икада одиграна је на Брамел Лејну 14. октобра 1878 пред 20 000 људи. Меч између Енглеске и Шкотске 10. марта 1883 је био први меч између ове две државе одигран изван Лондона или Глазгова. То га чини најстаријим фудбалским стадионом и даље способним за одржавање међународних мечева у свету. 
| Датум            |          | Резултат |         | Такмичење                |
| ---------------- | -------- | -------- | ------- | ------------------------ |
| 4. октобар 1883  | Енглеска | 2-3      | Шкотска | Пријатељска утакмица     |
| 5. фебруар 1887  | Енглеска | 7-0      | Ирска   | Шампионат Британска кућа |
| 29. април 1889   | Енглеска | 4-0      | Велс    | Шампионат Британска кућа |
| 4. април 1903    | Енглеска | 1-2      | Шкотска | Шампионат Британска кућа |
| 20. октобар 1930 | Енглеска | 5-1      | Ирска   | Шампионат Британска кућа |

### Прекретнице у историји стадиона
- 1855: Терен на Брамел Лејну је изграђен за крикет
- 1878: Прва утакмица играна под рефлекторима између "Црвених" и "Плавих" (прва такмичарска утакмица под рефлекторима је одиграна на терену града Менсфилд- терен Мил)
- 1896: Изграђен је нови простор Џон Стрит са 6000 места за седење и стајање.
- 1897: Изграђен је нови простор под називом Шорехам Стрит.
- 1900: Изграђен је нови крикет павиљон (зграда на самом терену где играчи крикета најчешће долазе да замене дресове, посебно место где чланови клуба и остали важни гости долазе да гледају крикет меч).
- 1901: Склоњена је бициклистичка стаза.
- 1911: Кров је додат на крај стадиона под именом Брамел Лејн.
- 1935: Кров је додат на коп. Изграђена је стаза за трчање испред дела стадиона под називом Џон Стрит.
- 1940: Терен је уништен у немачком бомбардовању на Шефилд за време Другог светског рата. Тешко је оштећен Џон Стрит као и кров копа.
- 1953: Уграђени су рефлектори.
- 1966: Отворен је простор на стадиону под именом Брамел Лејн.
- 1975: Отворен је јужни део стадиона.
- 1981: Срушен је крикет павиљон (зграда намењена за потребе крикета).
- 1991: Коп је добио седишта.
- 1994: Џон Стрит је срушен. Седишта су додата на ниже делове трибине Брамел Лејн Енда.
- 1995: Уграђени су нови рефлектори без пилона.
- 1996: Отворен је нови простор под називом Џон Стрит.
- 2001: Отворен је нови простор у углу између Шорехам и Џон улица где се могло сместити 1000 навијача.
- 2002: Изграђен је нови простор на северозападном делу стадиона ("Блејд Ентерпрајз центар"), у углу између улице Џон и Брамел Лејна.
- 2005: Дрвена седишта су склоњена са јужног дела стадиона.
- 2006: Отворен је нови простор у углу између улице Чери и Брамел Лејна. Брамел Лејн завршава своју конструкцију.
- 2008: Нови хотел је изграђен у углу између јужног и Брамел Лејна дела стадиона.

## Терен данас

### Трибине
Од 1994. терен је био искључиво локални где су долазили људи са сезонским картама и данас га чине четири главна дела (трибине) и два угла на североистоку и југозападу која попуњавају навијачи. Северозападни део (као и много земље испод трибине Џон Стрит садржи Блејдс Ентерпрајз Центар) и североисточни угао је још увек отворен, мада постоје идеје да се попуни седиштима и затвори, као део плана за изградњу слободног комплекса иза јужног дела стадиона.

#### Трибина "Агенција за некретнине Редбрик"
Раније је део стадиона под називом Брамел Лејн, најстарији постојећи део на читавом стадиону, двослојну конструкцију отворио 1966. иза гола, насупрот Копу. Доњи део углавном заузимају гостујући навијачи, док се горњи део, који се повезује са северозападним углом испуњава домаћим навијачима (мада, део горњег дела трибине може се продати и гостујућим навијачима за утакмице купа уколико је потражња велика). Ово је супротност у односу на претходне сезоне, где су гостујући навијачи добијали горње делове (а самим тим и доста бољи поглед) на љутњу домаћих навијача. Током сезоне 2005-6 спољашњост дела стадиона Брамел Лејн је била прекривена црвено- белим бојама са спонзорима и клупским грбом, док су дрвена седишта горњег дела замењена са новијим, пластичним седиштима на којима је писало "Блејдс". Када је изграђен угао који су могли попуњавати навијачи, током прекинуте сезоне кров који је прекривао овај део стадиона је продужен ка терену да обезбеди бољу заштиту за ниже делове и како би се уклонили потпорни стубови са виших делова стадиона. Отприлике има 2700 седишта у горњим и 2900 седишта у нижим деловима. Овај део стадиона је дуги низ година имао семафор за приказ резултата, као и сат између виших и нижих делова. Међутим на почетку сезоне 2006-7 сат и семафор су замењени модерним, у боји семафором за приказ резултата. Године 2012, клуб је објавио да ће овај део стадиона бити назван по Џесики Енис (сада позната као Џесика Енис Хил)- навијачици Шефилда и Олимпијским шампионом.
У новембру 2014 Енис Хил је изнела захтев да се њено име уклони са трибине уколико клуб понуди уговор бившем играчу Шефилда- Чеду Евансу, који је недужан оптужен за силовање. Због тога и других оптужби клуб му није продужио уговор. Уочи сезоне 2015-16, трибина је преименована након што је локална компанија продужила уговор са клубом за још три године. У октобру 2016 оптужбе поднете против Џеда Еванса су одбачене, проглашен је невиним за кривично дело, па поново започиње фудбалску каријеру у Честерфилду. Поново се придружује Шефилду маја 2017.

#### Трибина Тони Кари
Овај део стадиона је отворен августа 1975, јужни део је смештен поред терена и намењен домаћим навијачима који желе да имају поглед с бока када гледају утакмицу (део Џон Стрит попуњавају искључиво породице). Године 2018, овај део стадиона је назван по фудбалској легенди Шефилд Јунајтеда - Тони Карију. Део стадиона Тони Кари је такође познат и као "Јужни", мада га неки навијачи још увек називају "Лавер" (дугогодишњи спонзор из деведесетих) или чак "Нови" од стране великог броја старијих навијача, с обзиром да до 1975 није било ничега на јужном делу стадиона, где је првобитно игран крикет. 
Током сезоне 2005-06 овај део стадиона је реновиран, са надстрешницом за спољни део, а такође су стара дрвена седишта замењена новијим, црвеним пластичним седиштима која су стварала симбол два мача. Седишта у ложи су такође обновљена. Тони Кари прима око 7500 навијача, а већина приземних садржаја, укључујући места за новинаре и извештаче је проширена и реновирана за сезону 2006-07 .
Нижи део Тони Карија окренут према паркингу је постао "Зид славних". Изграђен од црвене цигле, свака садржи име или надимак једног навијача. Овај зид је деведесетих година двадесетог века покренуо клуб ка низу финансијских подухвата и данас се нуди за помоћ готово свим деловима терена. Унутар паркинга који се налази поред стадиона у улици Чери, 2010 су постављене статуе Џоа Шоа, који држи клупски рекорд са 714 наступа и Дерека Дулија, бившег председника клуба.

#### Коп
Од 1991, ово је место које посећују најватреније присталице домаћег клуба, тако да је бивши помоћник менаџер клуба (1999—2003) и менаџер клуба (2008—2010) Кевин Блеквел назвао буку и хук који долази са овог дела стадиона "Брамелов урлик" након друге полуфиналне утакмице плеј офа против Нотингем Фореста коју су Блејдси добили резултатом 4-3 након губитка од 0-2. Коп тренутно спонзорише фирма "Кенедијев закон", али је спонзор првобитно био Халам Ф.М. Овај део стадиона је уграђен у падину иза гола на источном крају терена. Улица поред које се ова трибина непосредно налази зове се Шорихам, због тога се на утакмицама често чује скандирање: "Здраво! Здраво! Ми смо момци улице Шорихам". Клупски иницијали "Ш.У.Ф.К." су уграђени на седишта и примају 10,221 навијача, чинећи овај део стадиона највећим. Погодности су на нижем квалитету зато што не постоји затворен простор, иако је септембра 2007. године затворен ради попуњавања за продају брзе хране. Упркос свему, овај део стадиона је најпопуларнији међу навијачима и углавном пун за време одигравања меча. На састанку акционара новембра 2007. године, клуб је објавио да намерава да прошири коп за 3500 места (чинећи га тако највећим копом у читавој држави), надогради све објекте и покрије конгресне површине. Међутим, од тада, бивши извршни директор Тревор Бирч објавио је да клуб неће почети са ширењем копа и другим обећаним обавезама све док клуб не добије и одржи статус премијерликашког. Јунајтед је поднео преправљену пријаву за ширење штанда у 2015. години, у којој ће бити додато 3215 места на тренутни капацитет.

#### Трибина Џон Стрит
Трибина Џон Стрит, чија је изградња завршена 1996, је трибина где се налазе породице домаћих навијача и смештена је дуж северне стране терена, са сјајним прегледом игре. Спонзорисана од стране Малтешке Туристичке Организације, у уговору о спонзорству за штандове и мајице, има написану реч "МАЧЕВИ" на седиштима, и прима нешто мање од 7000 навијача. Ово је такође место где могу да седе и инвалиди. Испред трибине се налази мала клупска продавница. Ту је и такође низ од 31 појединачне ложе са приватним просторијама. 

#### Корнер Копа
Познатији као Североисточни Коп или Трибина Пука Пис после спонзорства, ова трибина, тј. њена изградња, је завршена 2001. и налази се између Копа и Трибине Џон Стрит. Потпуно је повезан са Трибином Џон Стрита, и такође је користе породице домаћих навијача - прима око 900 обожавалаца (након постављања нових седишта са погледима ограниченог приступа). Овај одељак стадиона је увек био део структере Копа и његова доња половина се раније користила као трибина где се налазе породице домаћих навијача све док није срушена током реновирања Копа. 

#### Трибина Вестфилд Хелт
Такође позната као и "нова" допуна корнера, ова трибина се налази у југо-западном корнеру стадиона, између трибине Брамел Лејна и Јужне трибине и спонзорисана је од стране Вестфилд Хелта. Повезана је са Брамел Лејн трибином (горњи ред седишта) и са њом дели своје просторије, улазе и излазе. Увек је коришћена за домаће навијаче, и наводно има најбољи поглед на терен. Трибина прима око 2,000 навијача.

#### Блејдс Ентерпрајз Центар
Северозападни корнер, познатији као Блејдс Ентерпрајз Центар, је попуњен канцеларијама које се могу изнајмити и то је један од многобројних примера где клубови разнилокошћу активности ван терена повећавају прилив прихода. Завршен 2002, Ентерпрајз Центар нуди простор за мање или нове компаније у блоку између Џон Стрита и Брамал Лејн трибине, као и испред саме трибине Џон Стрита. 

## Тренутни послови
Стадион има завидну локацију близу центра града. Како би се максимално искористио потенцијал зараде од земље око терена у јуну 2007. су почели радови за прављење 158 спаваћих соба Миленијум и Копторн хотела са 4 звездице поред нове Вестфилд трибине. Нови хотел је отворио своја врата у новембру 2008. године. 
На састанку управе клуба у новембру 2007 клуб је објавио да намерава да продужи задњи део Копа са додатних 3200 места и уклони стубове који држе кров. Нови капацитет трибине ће тада вероватно бити око 13,400 нешто мање него Холт Енд на Вила парку.
Клуб је такође планирао велику надоградњу просторија Копа, заједно са планом за изградњу студентског смештаја у задњем делу Копа, и великог пословног центра (канцеларијског блока) између Копа и Јужне трибине. 
На истом састанку клуб је објавио да су његове дугорочне амбиције да Јужној трибини дода додатних 6,000 столица са намером да укупни капацитет стадиона буде нешто већи од 44000, међутим ово ширење ће зависити од заинтересованости навијача за Чемпионшип и потенцијалне понуде за домаћина светског првенства 2018. Директор компаније "ПЛЦ" Кевин Мек Кабе је изјавио да ће изградити продужетак стадиона Брамел Лејн на било које димензије које одреди фудбалска асоцијација, с обзиром да ће бити домаћини мечева уколико Енглеска успе да победи у понуди за светско првенство. Међутим, 16. децембра 2009, фудбалска асоцијација је одлучила да ће стадиона Хилсбороа (стадион ривала Шефилд Венздеја) бити место одржавања Шефилдових утакмица уколико Енглеска добије задатак да буде домаћин светског првенства. Шефилд је проглашен градом домаћином. Пратећи ове догађаје, извршни директор Шефилда, Тревор Бирч, дао је до знања да сви планирани радови на преуређењу стадиона буду стављени на чекање све док клуб не добије и не задржи премијерлигашки статус. 
Маја 2015, започели су радови на постављању врхунског терена Дезо, доносећи крај игрању фудбала на традиционалној површини на најстаријем професионалном фудбалском стадиону на свету. Нови предлози за већ отворен део измеђе јужне трибине и копа су поново отпочели 2017, а планови укључују изградњу блока стамбених станова, и нову, већу клупску радњу.

## Посета
Рекордна посета на трибинама је 68,827 гледалаца на мечу петог кола ФА купа између Шефилд Јунајтеда и Лидс Јунајтеда, одигране 15. фебруара 1936.
Рекордна посета од када је 1994. уведено да сви гледаоци морају да седе је 32,604 на мечу Премијер лиге где су се сусрели Шефилд Јунајтед и Виган Атлетик, 13. маја 2007.
У сезони 2007/2008, Шефилд Јунајтед је имао најбољу просечну посету на трибинама у Кока Кола шампионату. Следеће сезоне је Шефилд имао другу најбољу просечну посету у лиги од 26,023. гледалаца. 

### Просечна лигашка посета
Ово је просечна лигашка посета у претходних десет сезона на утакмицама Шефилд Јунајтеда на Брамел Лејну. Нису урачунати мечеви у гостима и сви мечеви домаћег купа.
- 2009/2010: 25.120
- 2010/2011: 20.632
- 2011/2012: 18.702[33]
- 2012/2013: 16.612[34]
- 2013/2014: 17.507[35]
- 2014/2015: 19.805[36]
- 2015/2016: 19.803
- 2016/2017: 21.892
- 2017/2018: 26.854
- 2018/2019: 26.175[37]

## Превоз до Брамел Лејна
Градска железничка станица се налази на само 1852 метара од стадиона.
Мрежа трамваја (Супертрам) се налази на мање од 2 километра од стадиона, а најближа станица је Гренвил Роуд/Шефилд Колеџ.
Постоје такође аутобуси који иду изван града (може се и на тај начин доћи до Брамел Лејна) као и они који на сваких пет минута током дана иду или долазе из центра града.